# Negationspartikel im Französischen
Die Negationspartikeln der französischen Sprache dienen dazu, eine Negation auszudrücken. Das ist durch mehrere Partikeln möglich, die zusammen mit dem Verb stehen und Bedeutungen ausdrücken wie die einfache Verneinung oder „niemals“, „nirgends“ etc. Vor allem in der Schriftsprache wirken sie mit der universalen Negationspartikel ne zusammen, die vor dem Verb (mitsamt der Klitik-Gruppe, also v. a. Objektpronomen) steht.
Die folgenden Beispiele zeigen zunächst die verschiedenen Fälle von Negationskonstruktionen mit finitem Verb:
ne … pas – nicht
«Il ne travaille pas» – „Er arbeitet nicht“
ne … plus – nicht mehr
«Vous ne faites plus les devoirs» – „Ihr macht die Hausaufgaben nicht mehr“
ne … pas non plus – auch nicht
«Elle ne travaille pas non plus» – „Sie arbeitet auch nicht“
ne … point – nichts/nicht
«Nous n’en avons point» – „Wir haben nichts davon“
ne … guère – wenig, kaum
(buchsprachlich:) «Elle n’est guère jolie» – „Sie ist nicht gerade schön“
ne … nulle part – nirgends
ne … pas encore – noch nicht
ne … pas non plus – nicht mehr
«Elle ne travaille pas non plus» – „Sie arbeitet auch nicht mehr.“
Pas und plus können durch du tout verstärkt werden („überhaupt/gar nicht“ bzw. „überhaupt/gar nicht mehr“), dabei kann du tout nach pas oder nach dem participe passé stehen:
«Elle n’est pas sortie du tout» oder «Elle n'est pas du tout sortie» – „Sie ist gar nicht ausgegangen.“
In Verbindung mit einem infinitif présent oder infinitif passé steht die Verneinung geschlossen vor dem Infinitiv, wenn das Objekt kein Pronomen ist, kann aber beim infinitif présent das konjugierte Verb auch umschließen:
«Pierre ne sait pas parler» – „Pierre kann nicht sprechen“
«J’espère ne pas entendre de telles paroles» – „Ich hoffe, keine solchen Worte zu hören“
«J’espère ne pas avoir inquiété Jean» – „Ich hoffe, Jean nicht beunruhigt zu haben“
Wenn das Objekt ein Pronomen ist, steht die Verneinung geschlossen vor dem Pronomen:
«J’espère ne pas vous inquiéter» – „Ich hoffe, Sie nicht zu beunruhigen“
«J’espère ne pas vous avoir inquiété» – „Ich hoffe, Sie nicht beunruhigt zu haben“
Der Infinitiv der Hilfsverben être und avoir kann entweder von den Verneinungspartikeln umschlossen werden oder besonders in gehobener Sprache vor dem Infinitiv stehen:
«Je crains de n’ avoir pas compris» oder «Je crains de ne pas avoir compris» – „Ich befürchte, nicht verstanden zu haben“
Substantive ohne Artikel müssen mit de an die Verneinung angeschlossen werden:
«Je n’ai pas d’argent» – „Ich habe kein Geld“
«Il ne dit pas un mot» – „Er sagt kein Wort“
Ohne Verb steht pas alleine ohne ne:
«Un homme pas courageux» – „Ein nicht sehr mutiger Mann“
Ebenso vor mien, tien, … und moi, toi …, bei den letzteren wird pas auch nachgestellt:
«C’est votre désir?» – «Pas le mien»
«Qui a cassé le verre?» – «Pas moi» oder «Moi pas»
Mit Interrogativpronomen ist es ebenfalls nachgestellt:
«Pourquoi pas?» – „Warum nicht?“
Ähnlich auch mit non, z. B. als Antwort auf eine Frage:
«Je pense que non» – „Ich denke nicht“
ne … jamais – niemals
«Je n’ai jamais vu cette maison» – „Ich habe dieses Haus noch nie gesehen“
Jamais ohne ne hat positive Bedeutung („jemals“):
«Je doute de pouvoir jamais le convaincre» – „Ich zweifle, ob ich ihn jemals überzeugen kann“
ne … rien – nichts
«Je ne dirai rien» – „Ich werde nichts sagen“
Ohne ne hat rien ebenfalls positive Bedeutung („etwas“):
«Il est incapable de rien dire» – „Er ist nicht fähig, etwas zu sagen“
ne … personne – niemand
«Elle ne voit personne» – „Sie sieht niemanden“
ne … aucun(e) – keine(r)
«Il n’avait aucune idée» – „Er hatte keine Ahnung“
Ohne ne stehen personne und aucun(e) für „jemand“:
«Elle doute que personne le reconnaisse» – „Sie zweifelt, dass ihn jemand wiedererkennt“
ne … rien/personne/aucune(e) können auch als Subjekt verwendet werden:
«Personne ne lui écrit» – „Niemand schreibt ihm“
«Aucun de ses amis ne lui téléphone» – „Keiner seiner Freunde ruft ihn an“
ne … que – nur, erst (in Verbindung mit Zeitangaben)
«Je n’ai qu'une clé» – „Ich habe nur einen Schlüssel“
«Il n’est que 6 heures» – „Es ist erst 6 Uhr“
seulement kann anstelle von ne … que stehen, auch in Sätzen ohne Verb.
«Je ne peux rester que deux heures» – „Ich kann nur zwei Stunden bleiben“
«Seulement trois heures» – „Nur drei Stunden“
ne … ni … ni, ni … ni … ne, ne … pas non plus, ne … pas … ni – „weder … noch“

## Sprachgeschichtliche Entwicklung
Die Negationspartikeln haben aus sprachgeschichtlicher Sicht eine eigentlich positive Bedeutung:
- pas bedeutet ‚Schritt‘
- jamais ‚jemals, immer‘
- rien wurzelt im lat. res ‚Sache‘
- plus ‚mehr‘
- guère, mit veralteter Bedeutung ‚sehr, viel‘, entlehnt aus altniederfränkisch und verwandt mit ahd. uueigiro ‚sich weigernd, stolz‘ und mhd. unweiger ‚wenig, kaum‘[1]
- mie bedeutet heute ‚weiche Innere des Brotlaibs‘ aber frühere ‚Krume‘, zu lat. micam
- goutte ‚Tropfen‘ zu lat. gutta, altmodisch benutzt, um die Negation zu verstärken (z. B. mit: Ne voir goutte, n’y voir goutte ‚nicht klar sehen‘; auch im übertragenen Sinne gefunden mit: N’y comprendre goutte)

Die Negation wurde also ursprünglich durch die Kombination mit ne ausgedrückt. Vergleichbar ist dies im Deutschen mit Konstruktionen wie „Wir sind nicht einen Fußbreit vorangekommen“. Im modernen, vor allem umgangssprachlichen Französisch hat sich die Wahrnehmung dieser positiven Bedeutung indessen zurückgebildet; gleichzeitig ist ne auf dem Rückzug (z. B. im Filmtitel C’est pas moi… c’est l’autre!).
In französischen Kreolsprachen entfällt das ne, und das pas wird dem Verb vorangestellt (etwa: Moi pas veux manger oder m'pa vle mangé).